# 屏東県
屏東県（ピンドン/へいとう-けん）は台湾省南部の県。台湾本島最南端の岬である鵝鑾鼻（がらんぴ、オーロァンピ）を域内に有す。県政府（日本の県庁に相当）は屏東市に所在する。

## 地理

### 行政地区
現在、屏東県は1市3鎮29郷を管轄している。
| 区分 | 数 | 名称 |
| ---- | -- | --- |
| 市   | 1  | 屏東市 |
| 鎮   | 3  | 潮州鎮 \| 東港鎮 \| 恒春鎮 |
| 郷   | 29 | 万丹郷 \| 長治郷 \| 麟洛郷 \| 九如郷 \| 里港郷 塩埔郷 \| 高樹郷 \| 万巒郷 \| 内埔郷 \| 竹田郷 新埤郷 \| 枋寮郷 \| 新園郷 \| 崁頂郷 \| 林辺郷 南州郷 \| 佳冬郷 \| 琉球郷 \| 車城郷 \| 満州郷 枋山郷 \| 霧台郷 \| 瑪家郷 \| 泰武郷 \| 来義郷 春日郷 \| 獅子郷 \| 牡丹郷 \| 三地門郷 |

## 歴史
鄭氏政権時代、屏東は阿猴社と称され、万年県の管轄下に置かれていた。鄭成功は屯田政策を推進し、瑯嶠（現在の恒春）に集落を形成している。
清朝時代の康熙年間になると阿猴は鳳山県管轄に置かれた。清末になると日本の台湾出兵を受け、清朝でも台湾の海防を重視するようになり、沈葆楨を瑯嶠に派遣し、海防政策の具体化を推進した。そして台湾最南端に恒春県を設置した。現在の県北は鳳山県、県南を恒春県によって統治されることになった。
1895年に日本統治下に入り、屏東県は台南県に統合され、鳳山、恒春支庁が設置された。その後1897年に鳳山県を設置、1899年に再び台南県管轄下に復帰させるなどの行政区分の変更が続いた。
その後1909年に阿猴庁を合併、1920年に高雄州管轄となり、現在の屏東県地区には屏東、潮州、東港、恒春の4郡が設置された。また、屏東郡屏東街は1933年に屏東市に昇格している。
1945年に中華民国の統治下に入って屏東県が設置され、現在に至っている。

## 政治

### 行政

#### 県長
歴代県長

## 対外関係

### 姉妹自治体･提携自治体
- アメリカ合衆国
  - マウイ郡 (ハワイ州)
  - ジェファーソン郡 (コロラド州)
- バヌアツ共和国
  - サンマ州

## 教育

### 大学
国立
- 国立屏東大学
- 国立屏東科技大学

### その他の教育
国立屏東高級中学

## 交通

### 空港
- 高雄国際空港
- 屏東空港（民間便が廃止）
- 恆春空港（全便運休中）

### 鉄道
台湾鉄路管理局（台鉄）
- 屏東線
- 南廻線
- 東港線（廃止）

### 道路

#### 高速道路
- 国道3号（フォルモサ高速公路）

#### 国道
- 台1線
- 台3線
- 台9線
- 台17線
- 台22線
- 台24線
- 台26線
- 台27線
- 台88線

## 観光地

### 観光スポット
- 墾丁国家公園
- 茂林国家風景区
- 大鵬湾国家風景区
- 墾丁国家森林遊楽区（中国語版）
- 双流国家森林遊楽区（中国語版）
- 四重渓温泉
- 恒春古城（中国語版）
- 佳楽水（中国語版）風景区
- 国立海洋生物博物館（中国語版）
- 砂島（中国語版）貝殻砂展示館
- 南湾（中国語版）
- 万金聖母聖殿

## 文化･名物

### 特産品
- レンブ（蓮霧）

## 著名な出身者
- 陳嘉樺(Ella) - 女優、歌手グループS.H.Eのメンバー
- 林宥嘉 - 歌手
- 久保幸江 - 歌手
- アン・リー - 映画監督
- 蘇貞昌 - 政治家
- 潘威倫 - 野球選手
- 倪福徳 - 野球選手
- 王柏融 - 野球選手